# Guillaume Hoarau
Guillaume Hoarau (Saint-Louis, Réunion, 5. ožujka 1984.) je francuski nogometaš koji trenutačno igra za Young Boys. Najpoznatiji je po svojoj iznimnoj visini (193 cm) te golgeterskim sposobnostima.

## Klupska karijera

### Rana karijera
Hoarau je svoju nogometnu karijeru započeo u JS Saint-Pierroise u svom rodnom Réunionu. 1995. godine, skauti nogometnog kluba Le Havre smatrali su ga tada preslabašnim i umjesto njega uzeli su njegovog kolegu Florenta Sinamu-Pongollea. Nakon što je zainteresirao tadašnjeg trenera Le Havrea Jeana-Françoisa Domerguea, Hoarau je potpisao svoj prvi profesionalni ugovor za taj klub u dobi od 20 godina, u siječnju 2004. Svoj ligaški debi ostvario je 12. svibnja 2004. godine u utakmici protiv Châteaurouxa koji je završio rezultatom 1-2. U toj utakmici ušao je s klupe.
Međutim, unatoč potpisivanju ugovora, Hoarau je većinu svoje karijere pod vodstvom Domerguea u Le Havreu proveo na klupi, te samo ponekad igrao utakmice u prvom sastavu. Svoj prvi pogodak postigao je u drugoj utakmici nogometne sezone 2004./05. u 2-1 pobjedi protiv Amiensa. Unatoč tome, njegovo igranje u prvom sastavu i dalje je bilo limitirano, čak i nakon što je Domergue dobio otkaz, a zamijenio ga Philippe Hinschberger. Sljedeće sezone, pod vodstvom novog trenera Thierryja Uvenarda, Hoarau je počeo dobivati veću minutažu. Odigrao je ukupno 28 utakmica i postigao 5 pogodaka. Sezonu poslije odigrao je samo 5 utakmica za Le Havre prije nego što je poslan na posudbu u Gueugnon gdje je odigrao 21 utakmicu i postigao 8 pogodaka.

### Zvijezda druge lige
Pod vodstvom novog trenera, Jeana-Marca Nobila koji je ujedno bio i njegov četvrti trener u četiri godine, Hoarau je postavljen za glavnog napadača i igra mu je procvala. Odigrao je svih 38 ligaških utakmica i bio najbolji strijelac s 28 pogodaka, a u jednom je razdoblju postigao pogodak u 12 utakmica zaredom. Zahvaljujući odličnim igrama, francuski mediji proglasili cu ga "Karimom Benzemom druge lige", budući je Benzema bio u sličnoj formi u Ligue 1. Uz sve to, nekoliko prvoklasnih domaćih i inozemnih klubova izrazilo je zaintresiranost za Hoaraua, prvenstveno Auxerre, Olympique de Marseille, Paris Saint-Germain te Arsenal, Blackburn Rovers i Chelsea. U siječnju 2008. godine objavljeno je da je Hoarau potpisao četverogodišnji ugovor s Paris Saint-Germainom. PSG je platio Le Havreu proviziju od 500 tisuća Eura, a također Hoarauu dopustio da završi drugoligašku sezonu u svom prethodnom klubu kojem je pomogao da uđe u prvu ligu.

### Paris Saint-Germain
Hoarau je došao u Pariz praćen ogromnim očekivanjima koja su uključivala zamjenu klupske legende Paulete te opravdavanje komentara bivšeg predsjednika kluba Alaina Cayzaca koji je od njega očekivao da postane igrač stoljeća.
Svoj debi za PSG ostvario je 9. kolovoza 2008. u 1-0 porazu protiv Monaca. Već sljedećeg tjedna postigao je prvi pogodak za svoj klub u domaćoj utakmici protiv Bordeauxa koja je završila rezultatom 1-0. Konačno dokazivanje da se radi o odličnom napadaču odradio je u derbi utakmici protiv Marseillea 26. listopada 2008. godine koja je završila rezultatom 4-2, a u kojoj je postigao dva pogotka. Ovome je pridodao još dva pogotka u utakmici protiv bivšeg kluba Le Havrea (3-1), te protiv Le Mansa gdje je također postigao dva zgoditka, a koja je završila istim rezultatom. Na europskoj nogometnoj sceni Hoarau nije igrao ništa slabije pa je tako postigao gol u kupu UEFA protiv VfL Wolfsburga, 18. veljače 2009. Na kraju sezone, Hoarau je nastupio u 45 utakmica i postigao 20 pogodaka u Ligue 1 te 17 u Liga Kupu odigravši tako važnu ulogu u sezoni u kojoj je PSG završio na drugom mjestu francuske lige i dosegao četvrt-finale kupa UEFA. 
Zahvaljujući svojim odličnim nastupima, Hoarau je ponovno zaintrigirao mnoge klubove od kojih je napoznatiji Olympique Lyonnais koji je ponudio 10 milijuna Eura za igrača. Ipak, Hoarau i PSG su odbili ponudu i, dva dana kasnije, potpisali novi ugovor koji će ostati na snazi do 2013. godine.

## Međunarodna karijera
23. ožujka 2009. godine Hoarau je pozvan u francusku nogometnu reprezentaciju kako bi zamijenio ozlijeđenog Nicolasa Anelku.